# Myotis davidii
Espèce
Synonymes
- Vespertilio davidii Peters, 1869 (protonyme)

Statut de conservation UICN

 LC  : Préoccupation mineure
Myotis davidii est une espèce de chauves-souris de la famille des Vespertilionidae, proche de Myotis siligorensis.

## Répartition
Cette espèce est endémique de Chine.